# Jüdischer Friedhof Sinzig

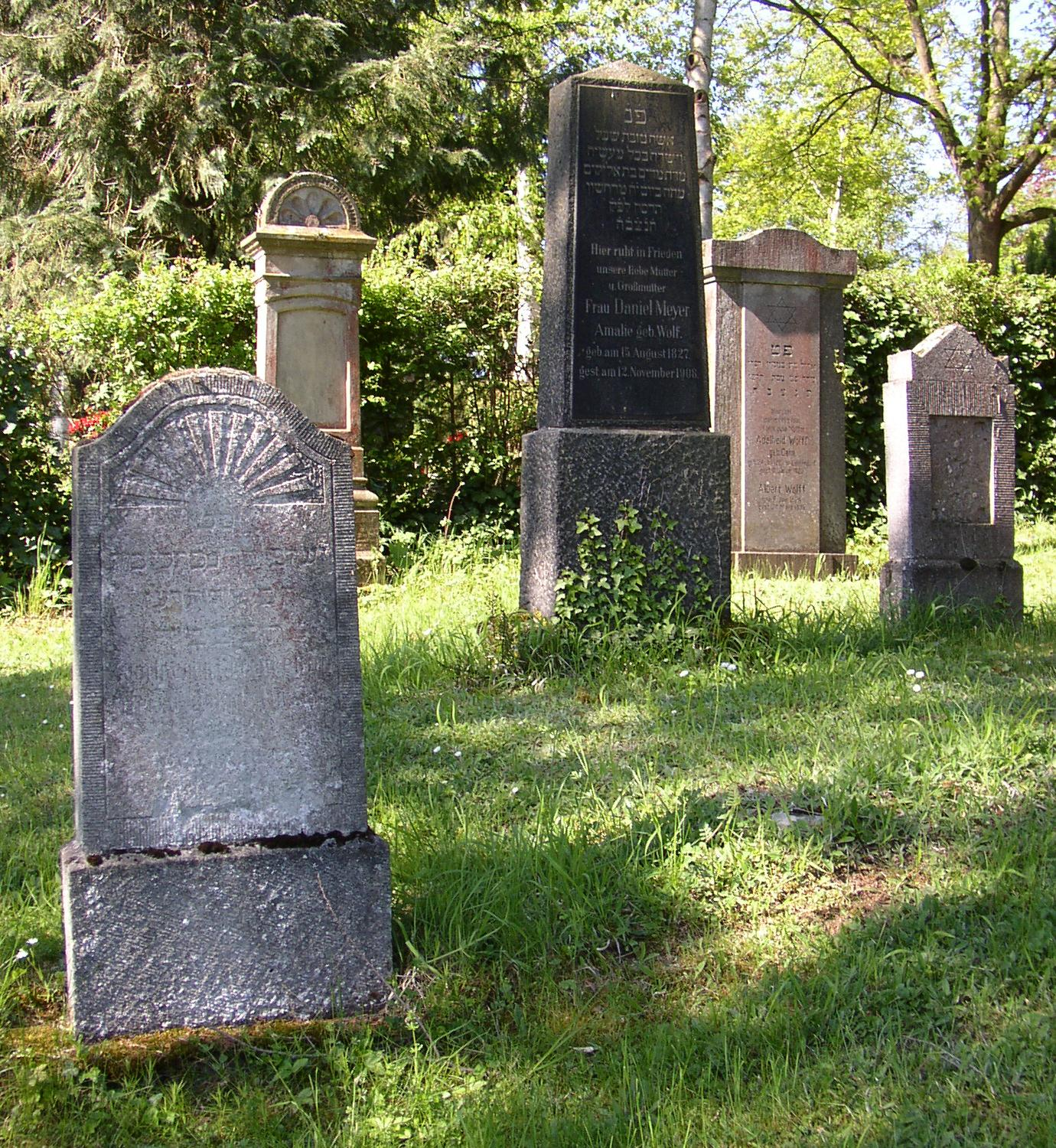
Jüdischer Friedhof in Sinzig

Der Jüdische Friedhof Sinzig ist ein 1873 angelegter Jüdischer Friedhof in Sinzig im Landkreis Ahrweiler in Rheinland-Pfalz. Er ist ein geschütztes Kulturdenkmal.
Die Jüdische Gemeinde Sinzig hat ihre Ursprünge bereits im 13. Jahrhundert und ab dem 14. Jahrhundert haben ununterbrochen Juden in Sinzig gelebt. Bevor der neue jüdische Friedhof 1873 fertiggestellt wurde, hatten die Sinziger Juden ihre Toten auf dem Mühlenberg im Sinziger Stadtwald bestattet. Vom alten Friedhof sind heute keine Spuren mehr zu sehen. Der 1873 angelegte jüdische Friedhof an der Koisdorfer Straße, mit einer Fläche von 496 m², wird heute von drei Seiten vom christlichen Friedhof umschlossen und ist von ihm durch Hecken getrennt. Der christliche Friedhof wurde 35 Jahre später angelegt und hat sich durch mehrere Erweiterungen, auch durch einen ungenutzten Teil des jüdischen Friedhofs, um den jüdischen herumlegt.
Zu einer ersten Schändung kam es bereits im Mai 1877, als drei Grabsteine umgeworfen wurden. Ebenso kam es in der nationalsozialistischen Zeit zu Schändungen. Die erste Bestattung war 1873 und die letzte 1940 (Eheleute Abraham und Emma Meyer). Im Dritten Reich wurde offenbar ein großer Teil der Grabsteine abgeräumt, da von den mindestens 80 Grabstätten nur noch 44 mit Grabsteinen versehen sind.
Im November 1942 wurde der Friedhof zum Preis von 0,25 RM pro m² durch die Stadt Sinzig gekauft. Im August 1949 wurde der Friedhof der jüdischen Vermögensverwaltung zurückgegeben. Am 30. August 1958 ging die nördliche Hälfte des Friedhofes wieder in den Besitz der Stadt über und wurde in die Belegung des christlichen Friedhofes einbezogen. Für die Opfer der nationalsozialistischen Verfolgung wurde 1950 eine steinerne Gedenktafel mit der Inschrift „Den jüdischen Opfern 1933–1945“ angebracht.